# المكتب الفيدرالي للمدعي العام في بلجيكا
مكتب المدعي العام الفيدرالي هو مكتب للمدعي العام في بلجيكا يتمتع باختصاص قضائي يغطي كامل الأراضي البلجيكية، على عكس مكاتب المدعي العام الأخرى المرتبطة بمحكمة معينة أو مقاطعة ("منطقة قضائية"). تم إنشاء المكتب في عام 2002 للعمل بشكل أكثر فعالية ضد بعض أشكال الجريمة التي تتجاوز حدود المناطق القضائية الفردية، مثل الاتجار بالبشر أو الإرهاب. وبهذه الصفة، يتمتع المكتب بسلطة إجراء الملاحقات القضائية في جميع المحاكم البلجيكية ذات الاختصاص الجنائي. يؤدي المكتب مهامه تحت سلطة وزير العدل، ويلتزم بالمبادئ التوجيهية للملاحقة القضائية التي تضعها هيئة المدعين العامين.
يقع مكتب المدعي العام الفيدرالي في بروكسل. ويتألف المكتب من حوالي ثلاثين قاضيًا فيدراليًا ("مساعدي المدعين العامين") ويقوده المدعي العام الفيدرالي. اعتبارًا من عام 2020، يشغل فريدريك فان ليو منصب المدعي العام الفيدرالي الحالي. القضاة الفيدراليون والمدعي العام الفيدرالي ليسوا أعضاء دائمين في المكتب؛ بل هم أعضاء في مكاتب المدعين العامين البلجيكية الأخرى الذين يتم تعيينهم لفترة ولاية فيدرالية مدتها خمس سنوات.

## المهام
لدى مكتب المدعي العام الفيدرالي أربع مهام رئيسية:
- بدء التحقيقات الجنائية وملاحقة القضايا التي تدخل ضمن اختصاصه، بالتعاون مع مكاتب المدعين العامين الأخرى. وتشمل هذه القضايا التي تتجاوز اختصاص مكاتب الادعاء الأخرى أو تفي بمعايير معينة، مثل القضايا التي تتعلق بالاتجار بالبشر، والإرهاب، والجرائم المتعلقة بالمواد النووية أو الجريمة المنظمة العابرة للحدود. وفي بعض الحالات، يتمتع مكتب المدعي العام الفيدرالي بسلطة الملاحقة الحصرية، مثل القضايا التي تتعلق بالجرائم ضد الإنسانية أو القرصنة.
- ضمان تنسيق التحقيقات أو الملاحقات القضائية التي تقوم بها مكاتب الادعاء الأخرى، من خلال تقديم الدعم أو من خلال توحيد عدة تحقيقات متزامنة في مكتب واحد.
- تسهيل التعاون القضائي الدولي، من خلال تقديم الدعم فيما يتعلق بالمساعدة القانونية المتبادلة، والعمل كنقطة اتصال مركزية للسلطات القضائية الأجنبية والدولية (مثل يوروجست).
- الإشراف على عمل الشرطة الفيدرالية.

## روابط خارجية
قالب:قائمة المراجع